# Ronnie Wood
Ronald David „Ronnie” Wood (n. 1 iunie 1947, Londra, Anglia, Regatul Unit) este un chitarist rock englez și totodată basist, cel mai cunoscut ca fost membru al trupelor The Jeff Beck Group, Faces și ca membru curent al formației The Rolling Stones. Este cunoscut pentru stilul său carismatic de a cânta la chitară.
Înainte de a-și începe cariera muzicală, a urmat cursuri la Ealing College of Art, Londra.

## Carieră artistică
Wood și-a început cariera în 1964 cântând la chitară în grupul The Birds. S-a alăturat, apoi, trupei The Creation însă doar pentru scurt timp și a apărut pe câteva discuri single ale acestora. Wood a devenit membru al Jeff Beck Group în 1968 lansând cu aceștia două albume: Truth și Beck-Ola. Formația s-a destrămat în 1970, iar Wood împreună cu solistul vocal Rod Stewart s-au alăturat foștilor membrii din Small Faces, Ronnie Lane, Ian McLagan și Kenney Jones pentru a forma un nou grup intitulat de această dată, simplu, Faces. Trupa a avut un mare succes în Regatul Unit și majoritatea Europei iar albumul de debut First Step a apărut în 1970. Formația a mai lansat Long Player și A Nod Is as Good as a Wink... to a Blind Horse, ambele în 1971. Ultimul lor LP intitulat Ooh La La a fost lansat în 1973. După ce grupul s-a despărțit, Wood și-a început câteva proiecte solo înregistrând ulterior primul său album solo I've Got My Own Album to Do în 1974. Pe album se regăseau și fostul coleg de trupă McLagan cât și Keith Richards de la The Rolling Stones, un vechi prieten de-al lui Wood. La scurt timp Richards l-a invitat pe Woods să devină membru al The Rolling Stones după plecarea lui Mick Taylor. Wood s-a alăturat formației în 1975 și este membru al acesteia și astăzi.
Pe lângă I've Got My Own Album to Do, Wood a mai înregistrat și alte materiale solo. Now Look a fost lansat în 1975 și a ajuns până pe locul 118 în Billboard. Wood a colaborat din nou cu Ronnie Lane pe albumul soundtrack Mahoney's Last Stand. A lansat Gimme Some Neck în 1979, album ce a atins locul 45 în topurile din SUA. 1234 a fost lansat în 1981 atingând poziția 164. Slide on This a apărut în 1992 iar Not for Beginners în 2002.